# The Big O
《THE Big O》（日語：THE ビッグオー，另译：魅影巨神、魔神比古奥）是一部由日本日升公司制作的機器人動畫，1999年10月13日到2000年1月19日在WOWOW电视台首播。另有由有賀等所作日本漫画，在月刊MagazineZ上連載。

## 故事
故事背景设定在一座名为「失去記憶的街道」帕拉達伊姆市的城市，從40年前因為一起“為什麼”的事件，造成只有這座帕拉達伊姆市留下，其他的事物全部都被消滅掉，城市的居民們在這之前的記憶也因為這起“為什麼”事件而全部失去。但是他們的記憶有時卻會在意外的情況下出現。
主角羅傑·史密斯是這座城市裡最頂尖的談判專家，他本人也很熱愛這份工作。
在失去過去記憶的40年裡，雖然街道被重建完成，不過法律卻蕩然無存，因此需要專家進行談判的情形也跟著增加。但要能好好談判成功的機會卻是少之又少，多的是直接訴諸暴力的對手們。在這時，他也會駕駛機器人Big O來以牙還牙。
有天，羅傑被委託執行一份工作，工作內容是要他與綁架大小姐的綁匪進行談判，這份工作對他來說不過是份輕而易舉的工作，但等到他成功後，才發現情況有所異常。
不久他開始發現這個世界的謎團和他過去的回憶是相對存在的。像是統治這個城市的艾歷克斯，謎之女安琪拉以及不存在的「異国」…
從Big O和羅傑建立關係開始，身為主角的羅傑，作為助手的桃樂絲，以及全部的登場人物都無法相信自己所住的這座城市的存在時，羅傑開始挺身而出要對抗這個充滿謎團的世界…。

## 登場人物
羅傑·史密斯（Roger Smith，声 - 宮本充）
帕拉達伊姆市中最頂尖的談判專家。原本是帕拉達伊姆市的憲兵。25歳。退役時為中尉。為人相當紳士，也很有自己的原則、以尊敬女性和有原則的人自居、外表雖然看起來也如此，但頭髮卻意外地梳得非常高、對於初次見面的女性會表現出其紳士的品格，使人感到容易親近，從而漸漸表現出其本性。常被桃樂絲的冷淡給搞到很無言。雖然有著能駕駛Big O的回憶。但羅傑也不是完全知道Big O的全部性能。經常會坐著搭配有各種機能的愛車「葛里芬」到工作現場。病態似的喜歡黑色、因此桃樂絲和諾曼的衣服全都是黑色（也被桃樂絲說“你的服裝品味真差勁”）。只有他能抱起沉重的桃樂絲、也有著能夠直接破壞手銬的怪力。另外也擁有靠自己一人就能撂倒多名敵人的格鬥實力。興趣則是收集和製作沙漏。
在Act:13的羅傑的惡夢中（也可能是回憶里）出現有大量Big機器人破壞城市的場景、這可能也是40年前的「為什麼」事件。Act:14中短暫進入假想的過去世界，失憶前似乎是負責駕駛Big O的軍人(中尉)、還有以他作為主角的漫畫，因此認為自己可能是繼承記憶的托曼多之一，但被高登反駁。在40年前，與年輕時的高登訂定了一個「為了讓這個世界存在而去交涉」的契約，並存有那時候的照片。在故事終盤時，能在照片上看到羅傑與他四十年前的樣子一模一樣，但理由為何在則沒有多作解釋。另外從他的回憶中有長相相同的彷生人被大量生產，以及羅傑與安琪拉談判的最後，出現了羅傑在另一個場面中將手搭在安琪拉的肩上等畫面來看，他絕對是裡面最多謎題的人物。
人物原型來自於蝙蝠俠的主角布魯斯·韋恩。
葛里芬（Griffon）
羅傑專用的黑色轎車。輪胎的造型被認為與《超人七號》登場的嚮導獵狗車一樣、車的造型則是以1957年款帝国轿车的設計為主。透過羅傑的手錶能夠遠端操控。搭載有飛彈、透過以葛里芬造型的標誌來找尋目標並且加以描準而發射出去。另外還配有機槍、炸彈、防盜設施等裝備。而其車牌號碼則來自於《魯邦三世 卡里奧斯特羅之城》。此外接收到訊息，還可能改變車的顏色成紅色。車身長而且薄並且有兩道車門，採用無論在什麼地方都無法被切斷車身的設計。
R·桃樂絲·溫萊特（R. Dorothy Wayneright，声 - 矢島晶子）
始終都保持很冷淡的少女型仿生人。身長160公分。体重130公斤。服裝尺寸是7号。外表則是由提摩西依據她女兒十八歲時的樣子所設定。持有能與機神溝通的回憶。因為一起事件，於是在史密斯家擔任侍女工作。雖然因為是機械而看起來相當冷漠、但對於製造者的提摩西卻會表現出其豐富的感情和笑容。不過隨著故事進展，表情有漸漸軟化的樣子、對於羅傑也會開起玩笑。雖然擅長鋼琴，不過卻喜歡彈的很極端、也由於她每天早上這樣彈奏而讓愛賴床的羅傑不得不被迫醒過來。因為是機械人，所以也相當沉重。
諾曼·柏格（Norman Burg，声 - 清川元夢）
史密斯家的管家。身長195公分。54歳。負責整個家中的家事、另外他也有啟動機神的完整記憶。只要他不在的話，羅傑什麼生活都不能處理。是一個不管何種狀況都能保持冷靜的人、從機車到機槍、都能面不改色地自在操控。雖然看起來相當年老、但設定上他的年齢只有54歳、是個真正的中年人。曾說過「在失去記憶前、就一直照顧羅傑少爺」。和羅傑一樣戴著同款的手錶。
其人物原型來自於蝙蝠俠的主要人物·管家。
丹·達斯頓（Dan Dastun，声 - 玄田哲章）
帕拉達伊姆市的憲兵，羅傑的前上司，身長180公分，47歳。在Act:01登場、那時的階級還是少校。對於羅傑都保持著嚴厲和信賴的態度。在遇到無法解決機神的事件時、對於自己的無力會相當憤怒。在部下中相當有人望，在最終話時有三個部隊撕下軍階與他一起行動。在Act:10，由於成功阻止異国恐怖份子的陰謀、於是在Act:12中，階級從少校升到上校。曾在失去記憶前與"Winter night phantom"中女主演的女兒一同觀看"Winter night phantom"，在事件中遇上追隨母親腳步、成為恐怖份子的女子，最終與電影情節相同的射殺女子。在故事終盤，目睹與年幼自己相同長相的小孩到電影院觀賞由自己主演的新電影，證實原先電影情節中的主角是上一輪世界中的達斯頓。
安琪拉（Angel，声 - 篠原惠美）
神出鬼没、身分不明的女子，有數次和羅傑接觸過。身長175公分，26歳，正如其名背上有個像天使翅膀的傷痕。有一段時間擔任艾歷克斯的秘書，在Act:20能知道是「聯合」所派出來的間諜，在「聯合」中被叫作340号，號碼由來則來自於《超人七號》中主角的编号。故事中後段開始喜歡上羅傑，在艾倫的煽動下表現出對桃樂絲的忌妒、放任桃樂絲被艾倫攻擊。當「聯合」開始被殲滅時努力想逃回記憶中的母親身邊，卻發現自己的記憶是被捏造的，被薇拉指稱是被拋棄的托曼多、但被高登反駁。在Act:26中，當她坐電梯從地下往下時，出現的樓層數666，是根據薇拉以前對她所說，因為「被摘下翅膀的鳥兒因為羽毛全部脫落，而再次倒退為成以前野獸的樣子」而來的獸名數目。在故事終盤時，被高登指名並非人類、而是記憶本身，亦即保存這座城市原始設定的載體BIG-Venus，每當世界重製時將以此為原型，也是羅傑被高登委託的交涉對象。
據導演所說，在描寫她時指示年輕的工作人員以《超人七號》中的尤里安奴為原型，但因世代間的認知差異而難以溝通。
大耳（Big Ears，声 - 辻親八）
和羅傑是老朋友的情報販子。身長170公分。49歳。雖然羅傑和他的來往都只有在工作時、但他也會擔心羅傑的事情而給他一些建議。
故事終盤時，得知實際上是仿生人，並表示這個城市的所有人事物皆是由人類所創造出來，而羅傑本人甚至被大量生產和替換過。
艾歷克斯·羅茲瓦特（Alex Rosewater，声 - 石塚運昇）
主掌帕拉達伊姆市一切的帕拉達伊姆公司的董事長，43歳。自稱為「被選上的人類」，為了公司發展能夠冷酷平靜地把人抹殺掉，但相反的個性、行為和言語卻像小孩子一樣而相當自我中心。第一人稱是「僕」（多由少年與女性、或是較謙卑的自稱），對於父親則稱呼為「爸爸」，有些許戀父情結。因為這樣的性格，讓艾歷克斯不會去碰觸父親拿來實驗用的番茄，可能因為他認為自己是長子，所以不能親自去碰觸父親的東西。
在Act:10，有描寫他殺掉元老院議員和持有回憶的年輕人，以及勾結聯合等事情。在Act:21中，想駕駛Big-Fau與羅傑戰鬥，結果被Big-Fau所拒絕、困在自動停機的Big-Fau中。而故事終盤時，能知道他也是托曼多的其中一人。
從他的車子和西裝和一切東西都和白色有關(也包含Big-Fau)，被認為這是要和羅傑相互區別且作為對立面的表現方式。
高登·羅茲瓦特（Gordon Rosewater，声 - 納谷悟朗）
初代帕拉達伊姆公司董事長、艾歷克斯的父親，目前退休在城市郊外蓋了巨大的農園。被認為和40年前的事件有關係，疑似在40年前未失去記憶、但卻因老年癡呆而逐漸遺忘。是複製人托曼多的製作者。對羅傑十分熟悉，40年前曾委託其「為了讓這個世界存在而去交涉」。在Act:23中，因拒絕將過去的記憶交給艾歷克斯，而被與農場一同燒毀，但被薇拉所救出。故事終盤揭露，是靠著羅傑的交涉、從上一輪世界倖存者，並將這座城市的原始設定寫成書籍。
史瓦茲·華特／麥可·賽巴哈（Schwalzwald／Michel Seebach，声 - 堀勝之祐）
原帕拉達伊姆出版社的新聞記者。身高包含他的尖頭有195公分。德國人。為了追求真相、而獨自調查「四十年帕拉達伊姆市到底發生什麼事」並且成功得到許多的回憶、但反而讓他因此發瘋以史瓦茲·華特自稱，史瓦茲在德語是「黑森林」的意思。在探求地下的秘密時，挖到Big系列的Archetype（原型）。不過也在那時被火燒傷、而全身包著繃帶。似乎知道四十年前的真相，反覆展開破壞行動，也因此成為羅傑的對手。在Act:12再登場，在追求真實的結尾發現Big-Duo，並在短時間內學會操控Big-Duo、還有能壓倒羅傑的操作技巧。戰敗後被Big-Duo拋下，下落不明。second season中，以追求真實亡靈的身分、述說著疑似世界真相的詩句，並散播傳單。但在Act:17由安琪拉證實早已死亡。
傑森·貝克（Jason Beck，声 - 大塚芳忠）
在帕拉達伊姆市表現跋扈的犯罪者，身長190公分，22歳。有達瓦和T幫兩個手下，在Act:01、Act:02被羅傑擊退並且被達斯坦逮捕，所以相當痛恨羅傑和Big O，之後履次逃獄找羅傑和桃樂絲的麻煩。是個急性子且自大的人、但也有冷酷的一面，回憶中具備機神操控介面的相關知識。和自己的頭髮顏色一樣、以黃色西裝為自己的標誌。羅傑常批評他是「沒有職業精神的犯罪者」、「小混混」，但因為其造型滑稽而讓人很難痛恨。
在Act:13，疑似在過去的世界中，是羅傑所居住的廢棄銀行行長。在Act:18中，因為落雷的關係想起過去的記憶，得知羅傑是Big O的多繆拉斯。在Act:23，被艾倫以死刑要脅，幫助其改造Big-Duo Inferno的操作介面，使並非選中者的艾倫能夠操控Big-Duo Inferno。
艾倫·加百列（Alan Gabriel，声 - 二又一成）
second season登場，帶著面具、經常帶著冷笑令人感覺恐怖的神秘男人。體力和格鬥術足以和羅傑匹敵，因為是半機械人所以右手能變成鑽頭。是異國勢力的「聯合」諜報員，在「聯合」中被叫作271号，但亦接受艾歷克斯命令而暗中活躍著，遊走於兩方的雙面間諜。和羅傑戴著同樣的手錶，也和羅傑一樣能從手錶中發射出鋼線。被艾歷克斯說是「新人類」、賜與Big-Duo Inferno，而決定徹底叛離「聯合」。因為不是正式的多繆拉斯、所以在進入Big-Duo Inferno時，硬用數條電線來連結自己的神經和座艙來啟動機神，在與Big-O的戰鬥到一半時，因不被Big-Duo承認為多繆拉斯，出現史瓦茲的幻影稱呼其為「不能接近真實的人」、螢幕中出現"YE GUILTY"（汝有罪），接著被Big-Duo給吸收。
名字的由來則是舊約中登場的其中一個大天使「加百列」，而號碼來自中登場的达达。
薇拉·倫斯達特（Vela Ronstadt，声 - 紗百合）
在second season登場。屬於異國勢力「聯合」團的一員兼實質指導者的女性，與艾倫及安琪拉皆相識，在「聯合」被稱為12號。將機神·波拿巴送入街上進行暴動並以此威脅帕拉達伊姆市，但以失敗告終。結事終盤時，被發現也是被植入四十年前記憶的托曼多其中一人。
戴爾（Dale）
38歳。是羅傑經常光顧的「Speak Easy」的老闆。看似和羅傑是老朋友，但都沒聊什麼話。
提摩西·溫萊特（Timothy Wayneright，声 - 石森達幸）
製造桃樂絲的其中一人。叫桃樂絲為「孫女」。桃樂絲由他所設計。那時因為四十年的「為什麼」事件，使自己女兒死亡，於是將她的記憶裝到桃樂絲的記憶裡。另外他也製造出桃樂絲1、R・D、Grinda 。在Act:14能看到他稍微年輕的樣子。

## 登場機種
本作機器人被叫作“機神”（Megadeus）。“Mega”是希腊语"巨大"、“Deus”則是拉丁语"神"、另外也被認為有“機械之神”（Deus ex Machina）的意思。
被設定成和一般機器人動畫一樣、其機器人的尺寸和重量的數值設定都沒有照目的而設。

### THE Big系列
這個故事中的最強機神。全部機體都有個共通點，那就是「有著巨大的手腕和纖細的手臂」等特異的人型設定（各機都有不同的手腕為其特徵）。除了Big-Fau以外，其他Big機都不只一台，所以也被猜測是量產機。
機體由被叫作多繆拉斯（Dominus，拉丁語"主人"）的駕駛進入啟動。但是機神有選擇駕駛的意志，所以不單單只是一台機器人。也會根據不同場合，而讓所謂的多繆拉斯成為啟動它的零件。事實上，由於羅傑和艾歷克斯被認同為駕駛，所以當艾倫想要去操控機體時，因不受認同而被殺死。
起動時，會在螢幕上出現「CAST IN THE NAME OF GOD, YE NOT GUILTY. （以神之名鑄造，汝等無罪）」的話。這句話據說源自於12世紀德國的劊子手所持有的刀上所刻的文字。
另外要將機體從倉庫叫到現場時，要說出「Big（後面以其機體有不同名字）、Showtime!」、啟動時則由多繆拉斯叫出「Big（同左）、Acton!」。機體則可分陸戰型、海中型、飛行型等。
Big-O
THE Big系列機種之一，機體顏色為黑色。擁有對地戰鬥用的装備。全身搭配有火槍、光學兵器、以及能將比自己大十倍的機神抬起來的怪力。羅傑則以多繆拉斯的身份解決在帕拉達伊姆市的機神事件。
平常在要戰鬥時，會將Big O放到一台列車上並且使用廢棄的地下鐵路送到羅傑所在的位置。然後在四十年前的回憶中，有描寫到Big-Duo和Big-Fau一起破壞這個城市，而且多數的Big O也一邊進軍一邊衝撞的場景。其造型設計源於石之森章太郎作品的英雄形象。而動作音和其他的機神設定則是源于1973年播出的特攝電視劇《超級機器人紅色巴隆》。
除了使用兩個手腕使出拳擊外，機體本身也內含以下的武器。
Arc Line
從兩眼所放出的雷射光。似乎是THE Big系列的標準配備。但需要擺出特別姿勢才能使出。
Chrome Buster
從頭部放出的高能量雷射光。發射時，需要擺出把手伸直，然後兩手握拳擊掌的姿勢。
Missile Party 在美國稱為Missile Body
從腹部所發射的多重飛彈。也能使用定時裝置來發射飛彈。也同樣要擺出和Arc Line一樣的姿勢才行。
Cannon Party 在美國稱為Cannon Body
位於胸部內的加農砲。大多和飛彈一起使用。同樣要擺出姿勢才能發射。
O Thunder
從手腕伸出槍身發射的機關砲。是Big O的火器裡面最強的武器、擁有能將Big-Duo Inferno破壞還貫穿數個大樓的威力。名字由來則是因為使用時，會有一個像是O的光芒而來。
Mobydick Anchor
使用腰部周圍的錨的招式。因為裝有游標尺的裝備而能夠自由操作，有時也會將遠處的敵人拖過來、然後加以對對手突刺攻擊。也可以全部發射出去，而形成對全周圍的攻擊。也有因為敵人的攻擊而被拉斷的事情、不過一隻錨有著能支撐Big O重量的強度。
Sudden Impact
由肘部的壓縮器將空氣加以壓縮、然後使出拳擊將敵人破壞掉。其威力能夠貫穿遠處的三棟大樓。不僅是Big O的主要兵器，也是裡面使用度最高的武器。另外在水中也能將海水加以壓縮、而從海中急速浮出。
Plasma Gimmick
打開上半身的裝甲和兩個手腕的盾牌，然後製造巨大的等離子球來對敵人加以破壞。
另外這個等離子球也能用來防禦。（將Hydra Eel的電擊給加以反彈）
Final Stage
Big O的究極兵器。使用Mobydick Anchor將錨打入地面來固定機身、然後打開各部位的装甲、從胸部出現球形的砲管，並且滑動壓縮器來作為無後座力砲，然後發射出強力的光線。威力能夠破壞掉Big-Fau的強力鑽頭、還以它為中心破壞了直徑十公里內的巨蛋。但因為使用了大量的能源、所以使用後會讓砲管燒壞而不能再次使用、所以是個只能使用一發的最終兵器。使用時，座艙會出現專用的控制台和操作器。在最終集中登場。
Big-Duo
The Big的其中一個機種，多繆拉斯為史瓦茲，機體顏色為赤色。兩隻手臂各裝有類似梅塞施密特公司的螺旋槳和引擎、能夠在空中自在飛行著。是作中能夠確認可以飛行的機神。主要的戰鬥方式是空中戰和使用炸彈、威力不輸給Big O。被“追求真實的男人”的史瓦茲所發現並且駕駛、但被Big O所擊敗。在一隻手和頭部被破壞後、彷彿有了自己意志般失控了起來，然後將史瓦茲給丟下、是台在即將停止前還能隨意行動的謎之機神。和Big O一樣能發射Arc Line、胸部裝有兩台格林式飛彈、兩腳間也裝備有強大威力的大型飛彈「百萬噸飛彈」。其他有用於逃走的煙霧設備。但因為主要兵器大部分都是飛彈，所以發射完後就幾乎沒有火力。裝有螺旋槳的巨大前腕内部也裝有起落架、所以能用像是飛機的方式降落。順便一提，初登場時，全身包著繃帶看起來就像是木乃伊一樣（被叫作Big-Duo·木乃伊）。
Big-Duo Inferno
由帕拉達伊姆公司回收先前因為戰鬥而被破壞的Big-Duo的殘骸、並且加裝強化設備的機體，機體顏色由赤色變更為淡紅色。由於駕駛艾倫不是真正的多繆拉斯，所以他直接用電線將自己的神經和電腦連接而強迫它動起來。當再次和Big O對決並且被他追殺時、由於史瓦茲的意志寄宿在內、於是在不承認艾倫是多繆拉斯後而失控。然後艾倫被認為是"YE GUILTY"（汝有罪）、而遭機體吸收成身體的一部分後，放棄戰鬥向天空飛去並且在最後撞上頂端而被消滅。左眼裝有強化版的Arc Line、手指能變成尖銳的刀、轉動螺旋槳就能變成鑽頭來攻擊。飛行時能使用防護罩，也是一台有帕拉達伊姆公司標誌的機神。順便一提、因為胸部的格林式飛彈被取走、所以在劇中變成裝備一般的機槍。總合來說，火力雖下降，但格鬥性和機動性卻因此上升。
Big-Fau
The Big的其中一個機種。多繆拉斯為艾歷克斯。機體顏色是白色。是以在水中戰鬥為目的而作出來的機神、雙臂裝有螺絲釘。對地和對空戰鬥都相當優秀。和其他Big系列被發現時就是完整機體不同處在於，是由聯合在各地的遺跡中發現零件而組合起來。艾歷克斯則駕駛它和Big O對決。有一度因為沒有核心回憶，而在螢幕上出現"YE NOT"（汝不是）的文字、然後在艾歷克斯不被認同後，由Big-Fau自己在咆嘯後而失控、將中心巨蛋給弄到半毀而無法啟動。最終從桃樂絲那邊強奪她的回憶作為核心回憶而復活並且在艾歷克斯駕駛後、一度打倒Big O。除了能將螺絲釘轉換成螺絲起子來攻擊外、也有像是觸手型光束砲、大型對空砲「Big-Fau·Canno」、飛拳等多樣的武器。並且也擁有像是能夠打開讓Sudden Impact無法貫穿的電磁防護盾等高級防禦力的裝備（不過無法擋住Big O的Final Stage）。其全部能力被說是Big系列裡面最平衡的機體。另外不曉得是不被艾歷克斯改造過、在四十年前的版本中和Big O及Big-Duo走在一起的場景裡、在要被Carnot吞下時、頭部和現在有些不一樣。
Big-Venus
謎之巨大機神「被摘下翅膀的鳥＝第4個Big」。多繆拉斯為安琪拉。造型除了頭部外，和Big O非常像、背部因為有插槽而裝著像是翅膀的零件。在當初的設定中是全身灰色、顔為黑色、下巴則為銀色、但在製作時，因為導演的想法而變成現在的模樣。有著能讓世界化整為無的威力。最終話中登場，因為對安琪拉的意志有反應而出現，並且讓整個城市被重新設定。Venus是路西法（堕天使）的別名，而路西法原來則是「光之使者」的意思。腳尖的造型則是來自中的扎拉布星人。

### 其它機神
Dorothy-1
在Act:01和Act:02登場。由萊因萊特博士所設計，也是桃樂絲姐姐的女性機神。從像是剪刀的手上伸出觸手、並且還有能將Big O著抬起來的怪力。有著能從觸手中伸出電子光束來燒掉金庫的金屬門或是再生出手出來攻擊。另外使用從手腕處打開出現的像是爪子的手來連續突刺敵人。不曉得是在作什麼反應，從它的臉上會突然有光在閃滅著，然後在不能動時，臉則會完全地變黑。
Dorothy-1［rebirth］
胸口留著被Big O打穿的洞、並且將桃樂絲放在臉上當作控制系統而再次復活。由貝克在巨蛋外加以控制並且將原本的觸手變型成鑽頭來攻擊。
Eel
在Act:03登場。由身為科学家瑪烏利斯基製造出來。平常躲在電力城市裡的水庫中，但因為吸收到電力而覺醒。裝備有電磁阻體，而能夠使用高圧電撃。名自來自於「エイトマン 第27話　大怪物イーラ 」。由於導演說過喜歡這隻怪獸、結果讓它有第二次登場的機會
Archetype
Act:04登場。被認為是Big O的原型機。被史瓦茲所發現。因為桃樂絲的關係而突然啟動並且被Big O所打倒。因為沒有盔甲，所以能快速移動。
Osrail
Act:05登場。裝備有立體影像投影裝置、能夠投射出自己製造的霧的幻影、也因此被叫作「Ghost」。能放出等離子火球。名字則是來自於弗蘭茲·帕德的書，帕德的魔術世界裡面，職司死亡的天使歐斯雷伊魯。
Constanze
Act:06登場。必須與作為鋼琴家的因斯頓直接連結才能啟動的機神。企圖利用聲音破壞裝置發射出音爆來破壞帕拉達伊姆公司。名字來自於莫札特的妻子。
Dagon
Act:07登場。原本沉眠於海底，被想要拿到回憶的人所喚醒。能從肩上發射飛彈。名字由來來自於在聖經中也登場過的古代之神，克蘇魯神話中的大袞。
Beck Victory Deluxe
Act:09登場。由貝克對華茲恐嚇得來的錢和零件製造出來的重金屬機器人。上半身能夠突然迴轉攻擊。也能從胸部發射飛彈、或是一邊轉動手一邊放出「手指攻撃」光束。
Eumenides
Act:10登場。外觀看起來就像是一般玩具的機器人一樣。由異国女恐怖份子·幻影用搖控來操作。體內有許多自爆用的炸彈。能從眼睛放出破壞光線。名字來自於希臘神話的復仇女神厄里倪厄斯。
Robespierre
Act:13和Act:14登場。從海的另一頭來的「異国機神」之一。有著像是鑽頭的手腕。名字來自於法國大革命的羅伯斯比爾。
Carnot
Act:13和Act:14登場。從海的另一頭來的「異国機神」之一。有著巨大的頭部。嘴巴能夠開關並且能從口内發射破壞音波。名字來自於法國大革命的著名軍人卡諾。
Fouche
Act:13和Act:14登場。從海的另一頭來的「異国機神」之一。有著左右不對稱的兩隻角。名字來自法國大革命政治家Fouché。
Grinda
Act:15中登場。由萊因來特博士作出來的機神。同樣也是女性。相對於Dorothy-1是以月亮為設計、它的設計則是以太陽為設計。在膝蓋裡藏有劍而且能利用其跳躍力來進行踢擊、也能從頭部的裝飾發射光芒。其所藏的劍能將Big O的盾牌給破壞掉。名字來自於《綠野仙蹤》中登場的北方魔女。
Leviathan
Act:17登場。為Archetype的一種。能從爪子發射出液態化的衝撃波。和Archetype一樣會追殺桃樂絲。在遙遠的沙漠中被史瓦茲所發現。身體上刻有17的數字，名字來自於舊約中的利維坦。
Beck The Great RX3
Act:18中登場。由日系企業矢本工業製造。為三台機械變形·合体出來的機體（貝克說是最強的組合）。頭部為貝克所開的跑車、下半身為T幫的卡車、上半身則是達瓦的綜合工程車。武器為兩肩上零件加以分離·結合而成的彎刀（形狀來自於回力棒）。有専用的BGM、也能使出必殺技，但在使出前就被Big O輕易的擊倒。順便一提，在超級機器人大戰Z中、原作沒有出現的必殺技得以全部表現出來。
Bonaparte
Act:20和Act:21登場。由前面三台異國機神合體而成的機神。擁有怪力和用離子放電的招式。也擁有能擋住Sudden Impact的強硬裝甲。攻擊中央巨蛋、還摧毀半個帕拉達伊姆公司大樓。名字來自於拿破崙·波拿巴。
Hydra Eel
Act:22中登場。由帕拉達伊姆公司回收在Act:03被Big O擊倒的Eel的残骸並由同公司的科学部門對其基因加以控制強化而讓它復活。頭部增加為3個、身體也比原來的還巨大。由於Big-Fau啟動時，需要許多電力、所以被公司當作電力供給的來源而養在地下的儲水池。作為生物發電機、所以裝備有超電磁阻體。使用超高壓電撃。在頭被切斷時，有著能夠瞬間再生的能力。
Behemoth
Act:25登場。有著和Archetype相似的地方、是一隻有4隻角的巨大機神。由於其外觀而讓巨蛋頂端被輕易破壞掉。名字來自於聖經裡的怪物貝西摩斯。

### 其它機體
Chimera
在Act:08中登場。由鍊金術師尤金在得到回憶後，由他組合所有實驗失敗的生物而產生出來的巨大怪物。
R·D
穿著紅色雨衣的暗殺者。不斷殺死取得回憶的人。真面目則是由萊因萊特博士設計、和桃樂絲同型的機器人。名字則是「Red Destiny」的簡寫。不知道為什麼知道羅傑是誰。
R·D2
萊因萊特邸登場的機器人素體。會對侵入者攻撃。

## 相關用語
帕拉達伊姆市
為本作故事的舞台。為了避免過於淒慘的環境、在大部分的街道上都蓋有巨蛋。但是被予許住在巨蛋裡的人們全是富裕階層、而在這階層以外的人則住在有如廢墟般的「Out of Dome」街上。而全市裡的巨蛋都由帕拉達伊姆公司就建並且加以支配著。帕拉達伊姆公司是街上唯一的企業、並且也是自營業者的所必須親近的公司、所以對於市民來說，其地位宛如神明一般。另一方面、帕拉達伊姆公司的董事長艾歷克斯因為輕視巨蛋以外的人、所以造成巨蛋內外的人都不和。
帕拉達伊姆以曼哈頓為設定、所以裡面也會出現約翰·甘迺迪機場的廢墟。帕拉達伊姆市特徵是街上的人全都失去了記憶。因為40年前發生使用機神而引起種族滅絕的「為什麼」事件、使得大家以前的記憶、資料大半都已經失去。這這些失去的記憶則被人們叫作「回憶」。

## 動畫

### 工作人員
- 企劃、動畫製作：SUNRISE
- 原作：矢立肇
- 劇本統籌：小中千昭、片山一良
- 角色設定／機械設定／概念設定／監修：佐藤敬一
- 美術設定：佐藤肇
- 美術監督：太田大
- 美術監督補佐：加藤浩（第1話 - 第13話）
- 色彩設定：片山由美子（第1話 - 第13話）、中里智恵（第1話 - 第26話）、村上智美（第1話 - 第13話）
- 攝影監督：桶田一展（第1話 - 第13話）、福士享（第14話 - 第26話）
- 標題/CG制作：GONZO OOZ.CO.LTD
- 剪輯：鶴渕友彰（第1話 - 第13話）、山森重之（JAY FILM） （第14話 - 第26話）
- 音樂：佐橋俊彦
- 音響監督：鶴岡陽太
- 効果：野口透（アニメサウンド）
- 錄音調整：はたしょうじ
- 錄音助手：田中文章
- 錄音工作室：スタジオごんぐ
- 錄音製作担当：杉山好美
- 錄音製作：樂音舍
- 音樂製作人：野崎圭一
- 音樂制作/協力：Victor Entertainment、WOWOW Music
- 製作人：指田英司（第1話 - 第13話）、内田健二（第14話 - 第26話）、大橋千恵雄（SUNRISE）、杉田敦（萬代影視）
- 節目擔任：染宮淳子（WOWOW）（第1話 - 第13話）
- 導演：片山一良
- 製作：SUNRISE、萬代影視
- 著作:（C）1999, 2003 SUNRISE INC.

### 作品歌曲
主題曲
「BIG-O!」（第一季，首播版本）
主唱、編曲： / 作詞、作曲：布萊恩·梅、
是英國樂團皇后合唱團的歌迷，《BIG-O!》不只是向皇后合唱團名曲《Bohemian Rhapsody》的致敬，更把整首《Flash》旋律的曲風原原本本放進去。OP畫面強烈的色彩及剪影風格，亦繼承自1967年的特攝電視影集《超人七號》。這首震撼的開場曲使本作在日本電視動畫史中更具特色，卻也因此引發音樂著作權方面的爭議。
雖然實質上版權的相關問題日後已獲得解決，但在本片重播與發行影音軟體時仍未能繼續使用此曲，於2011年12月22日發售的Blu-ray BOX中的正片片頭也並未使用。
「RESPECT」（第二季，首播版本）
作曲、編曲：佐橋俊彦
第二季使用的片頭演奏曲，但旋律方面由於明顯向1970年著名英國電視影集片頭主題音樂致敬，因此頗見雷同之處。畫面則以剪輯正片中的影像搭配使用。
自第15集起用於片頭，但亦有因應當集內容而並未使用的情況出現。
「Big-O! Show Must Go On」
主唱、作詞、作曲、編曲：
本片在2007年，於ANIMAX頻道重播時所使用的新OP曲。旋律則是向英國樂團「奇想樂團」1964年的曲目「You Really Got Me」與「All Day and All of the Night」致敬。畫面以剪輯正片中的影像搭配，全兩季均一併使用。另外於2007年4月發售的DVDBOX中用於所有集數的片頭（BANDAI CHANNEL的串流平台版亦同樣採用）。
片尾曲
「and FOREVER…」（全話）
主唱：ROBBIE DANZIE with 高尾直樹 / 作詞：Chie / 作曲、編曲：島健

### 放映標題
| 話数   | 標題                         | 登場機種、怪獸等                | 劇本       | 分鏡              | 演出            | 作画監督                                                         |
| ------ | ---------------------------- | ------------------------------- | ---------- | ----------------- | --------------- | ---------------------------------------------------------------- |
| Act:01 | Roger The Negotiator         | Dorothy-1                       | 小中千昭   | 片山一良          | 佐藤育郎        | 小曾根正美                                                       |
| Act:02 | Dorothy Dorothy              | Dorothy-1                       | 小中千昭   | 片山一良          | 佐藤育郎        | 平山圓 堀井久美 宮澤努（機械）                                   |
| Act:03 | Electric City                | Eel                             | 小中千昭   | 松園公 片山一良   | 喜多幡徹        | 新保卓郎 米山浩平（機械）                                        |
| Act:04 | Underground Terror           | Archetype                       | 小中千昭   | 飯田馬之介        | 渡邊哲哉        | 羽山賢二 桝田浩史（機械）                                        |
| Act:05 | Bring Back My Ghost          | Osrail                          | 長谷川圭一 | 岡本英樹 片山一良 | 岡本英樹        | 新保卓郎 米山浩平（機械）                                        |
| Act:06 | A Legacy of Amadeus          | Constanze                       | 赤星政尚   | 片山一良          | 佐藤育郎        | 平山圓 宮澤努（機械）                                            |
| Act:07 | The Call from The Past       | Dagon                           | 小中千昭   | 山下明彥          | 小原正和        | 堀井久美 鈴木勤（機械）                                          |
| Act:08 | Missing Cat                  | Chimera                         | 長谷川圭一 | 渡邊哲哉          | 渡邊哲哉        | 新保卓郎 米山浩平（機械）                                        |
| Act:09 | Beck Comes Back              | Beck Victory Deluxe             | 吉田伸     | 山下明彥          | 佐藤育郎        | 羽山賢二 桝田浩史（機械）                                        |
| Act:10 | Winter Night Phantom         | Eumenides                       | 長谷川圭一 | 片山一良          | 渡邊純央        | 新保卓郎 米山浩平（機械）                                        |
| Act:11 | Daemonseed                   | DemonSeed                       | 吉田伸     | 飯田馬之介        | 喜多幡徹        | 羽山賢二 平山円 仲盛文（機械）                                   |
| Act:12 | Enemy as Another Big!        | BigDuo                          | 赤星政尚   | 山下明彥          | 渡邊哲哉        | 平山圓 仲盛文（機械）                                            |
| Act:13 | R·D                          | Robespierre Carnot Fouche       | 長谷川圭一 | 片山一良          | 佐藤育郎        | 佐藤敬一 羽山賢二 仲盛文（機械）                                 |
| Act:14 | Roger the Wanderer           | Robespierre Carnot Fouche       | 小中千昭   | 片山一良          | 佐藤育郎        | 平山圓 堀井久美 安藤義信（機械） 城前龍治（機械） 鈴木勤（機械） |
| Act:15 | Negotiation with the Dead    | Grinda                          | 小中千昭   | 片山一良          | 喜多幡徹        | 竹内浩志 安藤義信（機械） 城前龍治（機械） 鈴木勤（機械）        |
| Act:16 | Day of the Advent            | 天使                            | 小中千昭   | 渡邊哲哉          | 渡邊哲哉        | 平山圓 堀井久美 吉田徹 森下博光                                  |
| Act:17 | Leviathan                    | Leviathan                       | 小中千昭   | 片山一良          | 佐藤育郎        | 中山岳洋 桝田浩史（機械）                                        |
| Act:18 | The Greatest Villain         | Beck Victory Deluxe             | 小中千昭   | 米谷良知          | 中村健治        | 羽山賢二 まさひろ山根（機械）                                    |
| Act:19 | Eyewitness                   | 工程用巨大機器人                | 小中千昭   | 喜多幡徹 片山一良 | 喜多幡徹        | 吉崎誠 安藤義信（機械） 城前龍治（機械）                         |
| Act:20 | Stripes                      | Bonaparte                       | 小中千昭   | 渡邊哲哉          | 渡邊哲哉        | 平山圓 堀井久美 桝田浩史（機械）                                 |
| Act:21 | The Third Big                | Bonaparte Big-Fau               | 小中千昭   | 片山一良          | 佐藤育郎        | 羽山淳一 鈴木勤（機械） 中山久司（機械）                         |
| Act:22 | Hydra                        | Hydra Eel                       | 小中千昭   | 寺東克己 片山一良 | 吉村章          | 竹内浩志 吉田徹（機械）                                          |
| Act:23 | Twisted Memories             | BigDuo·Inferno                  | 小中千昭   | 西澤晋 片山一良   | 喜多幡徹        | 永田正美 伊藤浩二（機械）                                        |
| Act:24 | The Big Fight!               | BigDuo·Inferno                  | 小中千昭   | 寺東克己 渡邊哲哉 | 渡邊哲哉        | 堀井久美 城前龍治（機械） 安藤義信（機械）                       |
| Act:25 | The War of the Paradigm City | Big-Fau BigDuo·Inferno Behemoth | 小中千昭   | 甚目喜一          | 佐藤育郎        | 森下博光 吉田徹（機械）                                          |
| Act:26 | The Show Must Go On          | Big-Fau Big-Venus               | 小中千昭   | 片山一良          | 片山一良 吉村章 | 平山圓 鈴木勤（機械） 桝田浩史（機械）                           |

## 廣播劇
THE BIG-O ORIGINAL CD DRAMA THEATER "WALKIMG TOGETHER ON THE YELLOW BRICK ROAD"
2000年9月21日發售。在first season結束時、過了一段時間才發售。劇本由小中千昭擔任、製作成相當舞台劇風格的方式。出現的人物有羅傑、桃樂絲、諾曼、安琪拉、達斯坦。故事則由羅傑家中的生活開始。
有天、羅傑發現Big O消失了。要去找桃樂絲和諾曼時，碰巧兩人也不在。故事從這開始。這次的故事的時間點、依據推測、從台詞中暗示「異国機神」被打倒的事情、另外還有安琪拉擔任艾歷克斯的秘書、講出綠野仙蹤故事等來，被認為是在Act:14和Act:15之間。還有這篇故事、是在first season制作中時、小中千昭在聽到片山一良對於Act:13之後的構想後，得到靈感所寫出來。另外在故事中，羅傑也對達斯頓明確宣示他是Big O的駕駛員。

## 漫画
《魅影巨神 THE Big O》以動畫版為原作，由有賀等作画。在1999年到2003年，在「月刊MagazineZ」上（講談社）連載。
連載時，動畫版已經先上映（從1999年8月号開始）、在first season播放結束後也繼續連載、在2001年11月号連載時已經有獨自的完結篇。不過並未採用second season設定、所以艾倫和薇拉也並未登場。
在「LOST MEMORY編」中、剛好是在second season上映開始的2002年11月號再次連載、故事時間則是位於單行本第5巻和第6卷之間。
和動畫版有所差異、有以下幾點。
- Big O的腕部有著能換裝的輔助鏡頭。
- 在麥可變成史瓦茲之前有在漫畫版中登場。另外在帕拉達伊姆市上映電影並且造成風潮時、他的繃帶造型還因此成為Cosplay的流行造型。
- 關於貝克。在漫画版中則是「金子」的稱號而聞名的知名犯罪者「貝克·金」、而且沒有像是動畫版的造型那樣搞笑（反而是部下變得很搞笑的造型）。貝克的部下由男2人·女1人所構成（男2人的外表和動畫一樣、但名字不一樣）。
- Big Fuo（動畫版中的Big Fau）的駕駛員為安琪拉。

### 漫画版的原創機神
Charybdis
傳說的幽靈船。以霧作為屏幕而放映出無數個自己的姿態。
Don Juan
背後有三個手臂，全打開時會變成像是手掌的造型。
Dantalian
由追求回憶的科學家所發現。能夠刺激人的腦波。
Vodianoi
從海的另一邊來的機神。以水作為動力。
Unknown（千兆位神）
正式名稱不明（被貝克命為「千兆位神」）。是貝克為了對付羅傑所發現。有三隻腳、和能夠伸縮自如的三張臉、有著比Big O大兩倍的身材。

## 出現的遊戲
- SUNRISE英雄譚
  - SUNRISE英雄譚2
  - SUNRISE WORLD WAR FromSUNRISE英雄譚（2003年、SUNRISE、PlayStation 2）
- 超級機器人大戰D（2003年、帕布雷斯特、Game Boy Advance）

本作和原作故事內容幾乎沒什麼關連，比較接近客串的角色。與原作一樣，羅傑的交涉都不太會成功、不過面對《新機動戰記GUNDAM W》的特列斯·克休里納達（ドロシー・カタロニア）的談判則是交涉成功。另外因為桃樂絲的聲優的關係，所以讓她與莉莉娜·德利安（リリーナ・ドーリアン）（也是矢島晶子所配）間有良好的互動。
- 超級機器人大戰Z（2008年、帕布雷斯特、PlayStation 2）

本作中會出現和Beck The Great RX3初次戰鬥的場景。如果Big O要與空中或宇宙的敵人進行格鬥戰時，因為機體沒有裝備類似飛行器的配件、所以在這樣的戰鬥畫面下會無法移動，但卻會使用Mobydick Anchor把對手抓到自己身旁進行攻擊。另外在本作故事後段中，在帕拉達伊姆市的羅傑會有兩個選項，不同選項會大大影響整個結局。另外由於羅傑是個談判專家，所以擁有特殊能力「談判」而能夠讓機體的修理費變成零。
順便一提，羅傑在加入前，是一名在各個組織中和場景中負責交涉的角色、不過和原作一樣失敗的次數相當多。桃樂絲則同樣因為聲優的關係，所以會與《交響詩篇》的霍蘭德（ホランド・ノヴァク）有所互動（因為配桃樂絲的矢島晶子為《蠟筆小新》野原新之助配音、配霍蘭德的藤原啟治則為同作的野原廣志配音）、故事中有專門運送Big O的地鼠號列車造成西伯鐵路公司的時程表發生混亂、以及因為在拍賣會中討價還價而被列入黑名單等事件、這些事件讓Big O的角色們比起D顯得更加出色。另外羅傑對於敵人的機體顏色也會有強烈的反應（因為他只喜歡黑色）。
- 第2次超級機器人大戰Z 破界篇（2011年、南夢宮萬代、PlayStation Portable）
- 第2次超級機器人大戰Z 再世篇（2012年、南夢宮萬代、PlayStation Portable）

《再世篇》中，羅傑知悉《Code Geass 反叛的魯路修》的ZERO的真實身份就是魯路修（ルルーシュ・ランペルージ）。故事後段的IF路線中，他會在夏麗（シャーリー・フェネット）身在11區即將被羅洛（ロロ・ランペルージ）殺害前，與《無敵鋼人泰坦3》的破嵐萬丈一起阻止事件發生。
- 第三次超级机器人大战Z 时狱篇（2014年，南梦宫万代，Playstation 3 / Playstation Vita）

本作剛開始，受到原创组织克罗诺的影响，罗杰因此失去了记忆，並在帕拉達伊姆市的酒吧中游荡，還與原创角色卡德萊特成为酒友。最後順利在故事中期取回记忆，並加入了Z-BLUE。最终，Z-BLUE在帕拉達伊姆市中，與Big Venus進行决战，罗杰最後也成功说服安琪拉接受未来的到来。
- 超級機器人大戰Y（2025年、万代南梦宫娱乐、PlayStation 5 /任天堂Switch /Steam）

## 外部連結
- THE Big O官方網站 （日語）